# Anto Staničić
Anto Staničić (Tivat, 18. prosinca 1909. - 1991.), crnogorskidječji pisac i novinar, hrvatske nacionalnosti. Jedan je od najpoznatijih pisaca dječjih knjiga, romana i pripovijetki. Među malobrojnim je Bokeljima koji je uspio ući u školsku lektiru za osnovne škole. Poznato mu je djelo roman Mali pirat, koji je bio rado čitan u drugoj polovini 20. stoljeća u Hrvatskoj, Crnoj Gori, Srbiji i Slovačkoj, te je doživio nekoliko izdanja. Poznati su mu i romani Galebovo gnijezdo i Bambusov štap. 26. studenoga 2019. postavljena mu je spomen-ploča na zidu kuće u Tivtu gdje je pisac rođen. Živio je u Beogradu te je stvarao na srpskom jeziku.

## Životopis
Rođen u Tivtu 1909. godine. U Dubrovniku je završio osnovnu i srednju školu. U Zagrebu je počeo studirati ekonomiju. Godine 1937. zaposlio se u Agrarnoj banci u Beogradu. Godine 1948. u Radio-Beogradu se zaposlio kao novinar. Na Radio-Beogradu radio je u uredništvu emisija za djecu, potom u Radio-školi, te drugim uredništvima u kojima je stalno radio do 1978. godine. Većinom je živio u Beogradu, ali je nadahnuće za djela nalazio na obali Jadranskog mora i tamošnjim ljudima, koje je smatrao vrlo hrabrima. Ugledao se na djeda Peru, mornara, pa je pisao uglavnom o svom zavičaju plemenitih i jednostavnih ljudi i njihovom mornarskom životu. Prvu knjigu objavio je 1951. godine, Priče na granici istine. Slijedi mu uspješnica Mali pirat, čiji motiv je prošlost stare Boke i kroz nju je prikazao svoje uspomene iz djetinjstva. Doživjela je prijevode na slovenski, makedonski, mađarski i češki. Roman Bambusov štap preveden je na slovački. Nastavio je stvarati i novo veliko priznanje dobio je 1981. za Galebovo gnijezdo te 1991. godine. Umro je 1991. godine.

## Djela
Djela:
- Priče na granici istine, Zagreb: Mladost, 1951.
- Mali pirat, Zagreb: Mladost, 1956.
- Bambusov štap, Zagreb: Mladost, 1959.
- Ratni brod Velika sultanija, Zagreb: Mladost, 1964.
- Tamo gdje se talasi razbijaju, Zagreb: Mladost, 1964.
- Afrikanac i druge pripovijesti, Zagreb: Mladost, 1971.
- Nojeva barka, Gornji Milanovac: Dječje novine, 1974.
- Binga,
- Minuš
- Đerdan priča za djecu
- Galebovo gnezdo, Beograd: Nolit, 1980.
- Kojim putem, Afrikanče, Beograd: Nolit, 1984.
- Priča o Sunici, Beograd: Nolit, 1985.
- Beskućne kuće, Beograd: Nolit, 1987.
- Tajne Veriga, Beograd: Nolit, 1988.

## Nagrade
- Književna nagrada Politikinog zabavnika za roman Galebovo gnijezdo 1981. godine kao najbolje djelo za mlade.[1]
- Povelja i nagrada Zmajevih dječjih igara 1991. godine.[1]

## Poveznice
- Anto Staničić na Wikinkubatoru na crnogorskom